# Calotelea cameroni
Calotelea cameroni är en stekelart som först beskrevs av Lubomir Masner 1965.  Calotelea cameroni ingår i släktet Calotelea och familjen Scelionidae. Inga underarter finns listade.